# 小行星1452
小行星1452（1452 Hunnia）是一颗围绕太阳公转的小行星。1938年2月26日，庫林·捷爾吉在布达佩斯发现了此天体。
該小行星以匈人的土地（阿提拉建立的國家）命名。
这颗小行星的绝对星等为94.85954等。